# اچ‌نوام‌اس لین (۱۸۸۲)
اچ‌نوام‌اس لین (۱۸۸۲) (به انگلیسی: HNoMS Lyn (1882)) یک کشتی بود. این کشتی در سال ۱۸۸۲ ساخته شد.